# Maria Lullin
Marie-Aimée Lullin, più comunemente conosciuta in Italia con il nome di Maria Lullin (5 aprile 1751 – 25 gennaio 1822), è stata un'entomologa svizzera.
Per anni ha svolto il ruolo di trascrittrice e osservatrice per suo marito, il celebre entomologo François Huber, che divenne cieco in giovane età.

## Biografia
Lullin era figlia di Pierre Lullin (1712-1789), che fu sindaco di Ginevra, e di Sarah Rilliet (1723-1751).
Il 28 aprile 1776 sposò a Ginevra, allora parte della Repubblica di Ginevra, François Huber (1750-1831), celebre entomologo non vedente. La loro unione giunse dopo un'attesa di sette anni: Lullin aveva conosciuto Huber all'età di 17 anni, quando erano partner di ballo, ma suo padre si oppose al matrimonio con un uomo affetto da problemi di vista. Piuttosto che rinunciare a lui, scelse di aspettare fino ai 25 anni, età in cui avrebbe potuto sposarsi senza il consenso paterno.
La loro storia d’amore fu così straordinaria da ispirare il romanzo Delphine di Germaine de Staël ed essere menzionata nella corrispondenza di Voltaire. Lullin fu una compagna devota, aiutando il marito a superare le difficoltà legate alla cecità e permettendogli di non sentirne mai appieno il peso.
Insieme ebbero tre figli: Pierre Huber (1777-1840), Marie Anne Huber (1779-1871) che sposò Samuel de Molin, e Jean Huber (1785-1839). La morte di Lullin nel 1822 fu un duro colpo per il marito, che, profondamente addolorato, rallentò le proprie attività e trovò conforto nelle cure della figlia Marie Anne.
Lullin era descritta come una donna di piccola statura, ma incredibilmente vivace, al punto che Huber attribuiva a lei le stesse qualità che osservava nelle api Di lei diceva "mens magna in corpore parvo" (una grande mente in un piccolo corpo), espressione che in seguito applicò anche alle api, descrivendole con la frase "Ingentes animos angusto in pectore versant" (I loro piccoli corpi ospitano un'anima potente).

## Ricerca
Lullin è considerata una delle prime donne a studiare gli insetti con un approccio sperimentale. Fu "lettrice, segretaria e osservatrice" per il marito e, insieme al figlio Pierre e al servitore François Burnens, lo aiutò a condurre esperimenti fondamentali sulla biologia e sul comportamento dell'ape mellifera. Sebbene il suo contributo non sia mai stato formalmente riconosciuto nelle pubblicazioni, Lullin fu descritta come "un buon paio di occhi per lui", specialmente quando la cecità di Huber divenne totale. Lei e Burnens osservavano attentamente i fenomeni naturali, rispondendo alle domande di Huber, che poi elaborava le conclusioni scientifiche.
Nel primo volume del libro di Huber, Nouvelles Observations sur les Abeilles (Nuove Osservazioni sulle Api), François Burnens fu menzionato nella prefazione per il suo contributo, mentre Lullin non ricevette alcun riconoscimento. Con il tempo, Marie assunse un ruolo ancora più centrale, conducendo un numero crescente di indagini e occupandosi personalmente di tutte le osservazioni, collaborando al contempo con il figlio Pierre. Quest'ultimo, in seguito, divenne il curatore del secondo volume dell'opera paterna, in cui, tuttavia, Marie continuò a non essere citata.
Le loro scoperte sulle api riguardarono diversi aspetti fondamentali della loro biologia, tra cui i processi di accoppiamento dell'ape regina, la funzione comunicativa delle antenne, la produzione della cera e il comportamento dei fuchi durante l'abbandono dell'alveare.

## Riconoscimenti
Nel 1991, a Maria Lullin è stato intitolato il cratere Lullin, situato sulla superficie di Venere.